# ルイジ・パシネッティ
ルイジ・パシネッティ（Luigi Lodovico Pasinetti、1930年9月12日 - 2023年1月31日）は、イタリアの経済学者である。パジネッティとも。
ベルガモに近いザーニカで生まれた。1962年にケンブリッジ大学でPh.D.を取得し、ポスト・ケインズ派経済学の分野に於いて多大な業績を上げた。ケンブリッジ資本論争における重要な参加者の一人である。

## 略歴
- 1930年　イタリアのザーニカで生まれる。
- 1954年　ミラノ・カトリック大学を卒業。
- 1959年　最初の教育職はオックスフォード大学のナッフィールド・カレッジであった。
- 1961年　ケンブリッジ大学のキングス・カレッジの研究員となった（～1976年）。
- 1962年　ケンブリッジ大学でPh.Dを取得。
- 1971年と1975年　コロンビア大学、カルカッタのインド統計研究所、デリー経済学学院の客員教授となる。
- 1977年　イタリアに戻り、母校であるミラノ・カトリック大学の経済学教授となる。
- 1979年　セント・ヴィンセント経済学賞を受賞。
- 1980年　国際経済学会の委員を務める。
- 1984年9月16日～10月9日　日本を訪問、京都大学では特別講義を行う。
- 2023年1月31日 ミラノで死去[2]。

## 研究
- パシネッティは、古典派経済学、マルクス経済学などにも深い知識をもっているほか、理論経済学、比較経済体制論、産業組織論、国際経済論の知識をもっている。
- 1960年代、イギリス・ケンブリッジ学派とアメリカ・ケンブリッジ学派の間で「資本理論」の論争が行われたが、イギリス・ケンブリッジは転換現象から進めて行き、正統派ミクロ経済学のほぼ全体を否定することになった。
- パシネッティは、カルドア型成長モデルにおける利潤率は労働者階級の貯蓄性向とは全く無関係で、資本家の貯蓄率のみに依存していることを示した。カルドアと共に完成させた、成長と分配に関する「ケンブリッジ方程式」はマクロ経済学への大きな貢献といえる。とくに、労働者の総貯蓄が投資の均衡水準にとって経済全体の貯蓄を全て供給するほど大きくない限り、利潤の一部を稼得したとしても長期的な均衡均等利潤率は投資家の貯蓄性向によって決まり、労働者の貯蓄性向から独立であるという命題は「パシネッティの定理」といわれている。
- 構造化とは動学的な需要変化と技術進歩を中心とするものであるが、とくに技術進歩について十分、検討されていない。ワシリー・レオンチェフやピエロ・スラッファ流の投入-産出分析に対し、パシネッティは垂直的統合分析を主張している。投入-産出分析は財の産業間の流れに注目するが、垂直的統合分析は垂直的統合部門を構築していくことである。それによって各部門の技術進歩率と需要変化率の関係が分かり、マクロ的な動学的完全雇用条件が示せるようになることを試みている。

## 著作
- 『生産理論――ポスト・ケインジアンの経済学』、菱山泉・山下博・山谷恵俊・瀬地山敏（共訳）、東洋経済新報社、1979年
- 『構造変化と経済成長――諸国民の富の動学に関する理論的エッセイ』、大塚勇一郎・渡会勝義（共訳）、日本評論社、1983年
- 『経済成長と所得分配』、宮崎耕一（訳）、岩波書店、1985年
- 『生産と分配の理論――スラッファ経済学の新展開』（ポスト・ケインジアン叢書15）、中野守・宇野立身（共訳）、日本経済評論社、1988年
- 『構造変化の経済動学――学習の経済的帰結についての理論』（ポスト・ケインジアン叢書25）、佐々木隆生（監訳）、清水一史・本田雅子・ミカエラ・ノタランジェロ（共訳）、日本経済評論社、1998年
- 『ケインズとケンブリッジのケインジアン――未完の「経済学革命」』 (ポスト・ケインジアン叢書39)、渡会勝義（監訳）、内藤敦之・黒木龍三・笠松学（共訳）、日本経済評論社、2017年